# Muhammad ibn al-Hanafijja

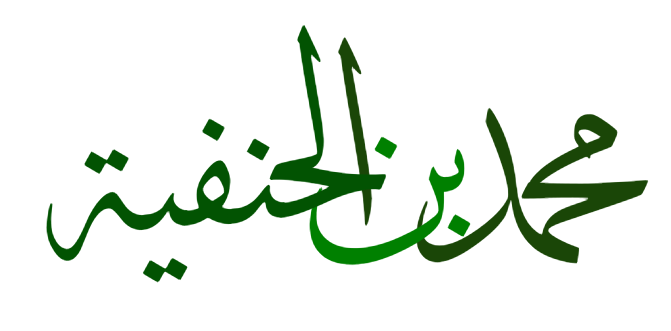
Arabski zapis imienia Muhammad ibn al-Hanafijja

Muhammad ibn al-Hanafijja (637 - zm. 700/81 A.H.) – imam szyitów, pierwsza w historii islamu osoba w stosunku do której użyto tytułu mahdiego.
Muhammad był trzecim synem Alego, przy czym jego matką nie była Fatima, ale kobieta z plemienia Hanafitów, stąd jego przydomek „Ibn al-Hanafijja”. Szyici z głównego skupiska zwolenników tego ugrupowania, Kufy, zaczęli pokładać swoje nadzieje w osobie Muhammada, kiedy jego starszy brat, Husajn zginął w bitwie pod Karbalą w roku 680. W tym momencie żyjący w Medynie Muhammad stał się najstarszym żyjącym synem Alego.
Kiedy w roku 685 w Kufie wybuchło antyumajjadzkie powstanie pod przywództwem Al-Muchtara (zm. 687) ten ogłosił, że występuje w imieniu Muhammada Ibn al-Hanafijji, który jest prawowitym przywódcą wszystkich muzułmanów, „słusznie prowadzonym [przez Boga]” (al-Mahdī), imamem oraz kalifem. Termin „al-Mahdi”, który wówczas po raz pierwszy pojawił się pośród szyitów, nie miał jeszcze wtedy późniejszych eschatologicznych konotacji. Chodziło tu raczej o przeciwstawienie osoby Muhammada „niesłusznie prowadzonym” Umajjadom. Zwolennicy al-Muchtara przygotowali dla Muhammada tron udekorowany jedwabiem oraz brokatem, wokół którego tańczyli spodziewając się rychłego przybycia Mahdiego oraz z którego wygłaszano przepowiednie. Muhammad nie chciał jednak opuścić Medyny, a nawet wezwał Al-Muchtara do złożenia broni. Powstanie w Kufie zostało stłumione przez namiestnika Basry, brata antykalifa Ibn az-Zubajra (624 - 692) i w roku 687 Al-Muchtar zginął. Po upadku Ibn az-Zubajra w roku 692 Muhammad Ibn al-Hanafijja osobiście złożył hołd kalifowi Abd al-Malikowi (panował 685 - 705) i żył spokojnie w Medynie aż do swojej śmierci w roku 700.
Mimo opisanego powyżej zachowania Muhammada Ibn al-Hanafijji oraz jego śmierci przez pewien czas nadal była z nim kojarzona idea Mahdiego, która jednak przeszła znaczącą ewolucję. Jednym z ważniejszych przywódców szyitów stał się teraz Kajsan, dawny przywódca gwardii Al-Muchtara, od którego szyici uznający przywództwo Muhammada i jego potomków zaczęli być nazywani kajsanitami. Wśród kajsanitów pojawiła się idea, że ogłoszony Mahdim przez Al-Muchtara Muhammad wcale nie umarł, ale znajduje się w pieczarach w górach w pobliżu Medyny, strzeżony przez lwy i tygrysy oraz karmiony przez górskie kozice. W niedalekiej przyszłości wyjdzie on z ukrycia, zgromadzi wokół siebie swoich zwolenników, pokona przeciwników, zaprowadzi prawdziwie muzułmańską władzę oraz pokój i sprawiedliwość. Chwilowe zesłanie Mahdiego było interpretowane jako pokuta (ʿuqūba) za hołd jaki złożył fałszywemu kalifowi Abd al-Malikowi. W ten sposób pośród szyitów po raz pierwszy pojawiła się koncepcja oczekiwanego Mahdiego, która miała później ewoluować oraz zakorzenić się także w popularnym sunnizmie.
Dwaj synowie Muhammada Ibn al-Hanafijji odegrali znaczniejszą rolę w historii islamu. Abd Allah (zm. przed 703) został uznany za następcę swojego ojca przez większość Kajsanitów i zajmuje ważne miejsce w historii szyizmu. Natomiast Hasan (zm. pomiędzy 701 a 720) jest uznawany za jednego z pierwszych przedstawicieli kalamu i twórcę murdżyizmu .